# ジョルジュ・アンドレ
ジョルジュ・アンドレ (Georges André、1889年8月13日 - 1943年5月4日)は、フランスパリ8区出身の陸上競技選手。1908年ロンドンオリンピック 走高跳の銀メダリスト、及び1920年アントワープオリンピック 4×400mリレーの銅メダリストである。
アンドレは、1908年に18歳のハイジャンパーとして最初のオリンピックに登場した。オリンピック前のベストは1m79であったが、オリンピックでは1m88を跳び銀メダルを獲得した。
1912年ストックホルムオリンピックでは、アンドレは走高跳に加え、立ち高飛び、立ち幅跳び、110mハードル、五種競技とそして十種競技に出場している。
1914年からはじまった第一次世界大戦で彼は従軍し、運悪く大けがをしてしまい、さらに捕虜となってしまう。6度目の挑戦でようやく脱走した彼は飛行士として戦線に復帰した。
1920年アントワープオリンピックでは、400mハードルに出場し4位でゴールした。その1週間後に行われた4×400mリレーでは銅メダルを獲得することができた。また彼は400mにも出場している。
1924年パリオリンピックは、彼の地元で行われるオリンピックであった。彼は34歳になり、オリンピック出場も4回目となる。彼はすべての競技者を代表して選手宣誓の大役を任された。彼は前回大会に続き400mハードルに出場し予選を突破し、決勝で4位という結果に終わり引退した。
アンドレは第二次世界大戦に従軍することを希望した。しかしパイロットとしては年をとりすぎていたため、歩兵連隊に従軍し、1943年5月4日にチュニスの近郊で戦死した。